# AEConnect
AEConnect-1 (kurz: AEC) ist ein Seekabel, das Europa und Nordamerika miteinander verbindet. Es wurde im Januar 2016 in Betrieb genommen. Ursprünglich hätte es bereits im Dezember 2014 als Emerald Express in Betrieb genommen werden sollen.
Mit Hibernia Express wurde im September 2015 ein weiteres Transatlantikkabel in Betrieb genommen.
Das Kabel verläuft dabei von Irland aus durch den Atlantischen Ozean zu den USA und verbindet somit Europa mit Nordamerika.

## Landepunkte
- Killala, Irland
- Shirley, USA